# Las Rosas (métro de Madrid)
Las Rosas est une station et l'un des deux terminus de la ligne 2 du métro de Madrid, en Espagne.

## Situation
La station se situe après Avenida de Guadalajara et constitue le terminus est de la ligne. Elle est établie sous l'intersection entre le cours de Genève et la rue de Suède, dans le quartier de Rosas, de l'arrondissement de San Blas-Canillejas.

## Historique
La station est mise en service le 16 mars 2011, quand est ouvert le prolongement de la ligne depuis La Elipa.

## Service des voyageurs

### Accueil
La station possède un accès équipé d'escaliers et d'escaliers mécaniques, ainsi qu'un accès direct par ascenseur depuis l'extérieur.

### Intermodalité
La station est en correspondance avec les lignes de bus no 38, 140, 153 et E2 du réseau EMT.